# Boračevski potok
Boráčevski potok je desni pritok Mure pod Radenci. Izvira v severovzhodnem delu Slovenskih goric (Kapelske gorice) in teče po dolini z ravnim dnom proti vzhodu. Po nekaj kilometrih toka vstopi v ravnino Murskega polja, teče skozi Boračevo in Radence ter se izlije v Muro.
Potok so regulirali že v 60. letih dvajsetega stoletja in zdaj teče večinoma po umetni, regulirani strugi med polji in skozi obe naselji. Večino časa ima malo vode, v daljšem sušnem obdobju skorajda presahne, ob močnejših padavinah pa lahko hitro naraste in tudi poplavi bližnjo okolico, kot se je npr. zgodilo avgusta 2005. Voda v potoku je precej onesnažena, pod Radenci je tik ob njegovem levem bregu radenska čistilna naprava, ki so jo zgradili že leta 1972, zato slabo deluje in v potok odvaja slabo prečiščeno vodo.